# Daniele Massaro
Daniele Massaro (Monza, 23 mei 1961) is een Italiaans voormalig profvoetballer. In 1982 werd hij met Italië wereldkampioen. In 1984 nam hij deel aan de Olympische Zomerspelen, waar Italië in de halve finales werd uitgeschakeld door Brazilië.

## Clubcarrière
Massaro kwam als clubspeler uit voor Monza, Fiorentina, AC Milan, AS Roma en Shimizu S-Pulse. Met ploeggenoten als Franco Baresi, Frank Rijkaard, Carlo Ancelotti en Marco van Basten behaalde Massaro met AC Milan grote successen; zo won hij viermaal de Serie A, tweemaal de Supercoppa Italiana, tweemaal de Europacup I / UEFA Champions League, driemaal de Europese Supercup en tweemaal de wereldbeker voor clubteams.

## Interlandcarrière
In 1982 werd Massaro met Italië wereldkampioen. Massaro speelde vijftien interlands voor Italië en maakte een interlanddoelpunt gedurende zijn carrière. Onder leiding van bondscoach Enzo Bearzot maakte hij zijn debuut voor de nationale ploeg op 14 april 1982 in de vriendschappelijke wedstrijd in en tegen Oost-Duitsland (1–0). Ook verdediger Giuseppe Bergomi maakte in die wedstrijd voor het eerst zijn opwachting in de Italiaanse ploeg.

## Erelijst
Als speler
 AC Milan
- Serie A: 1987/88, 1991/92, 1992/93, 1993/94,
- Supercoppa Italiana: 1988, 1992
- Europacup I / UEFA Champions League: 1989/90, 1993/94
- Europese Supercup: 1989, 1990, 1994
- Wereldbeker voor clubteams: 1989, 1990

 Italië
- FIFA WK: 1982

Individueel
- AC Milan Hall of Fame
- Guerin d'Oro: 1994

1 Zoff  ·
2 Baresi ·
3 Bergomi ·
4 Cabrini ·
5 Collovati ·
6 Gentile ·
7 Scirea ·
8 Vierchowod ·
9 Antognoni ·
10 Dossena ·
11 Marini ·
12 Bordon ·
13 Oriali ·
14 Tardelli ·
15 Causio ·
16 Conti ·
17 Massaro ·
18 Altobelli ·
19 Graziani ·
20 Rossi ·
21 Selvaggi ·
22 Galli ·
Coach: Bearzot
1 Pagliuca ·
2 Apolloni ·
3 Benarrivo ·
4 Costacurta ·
5 Maldini ·
6 Baresi  ·
7 Minotti ·
8 Mussi ·
9 Tassotti ·
10 R. Baggio ·
11 Albertini ·
12 Marchegiani ·
13 D. Baggio ·
14 Berti ·
15 Conte ·
16 Donadoni ·
17 Evani ·
18 Casiraghi ·
19 Massaro ·
20 Signori ·
21 Zola ·
22 Bucci ·
Coach: Sacchi